# Daia Română (Alba)
Daia Română (en hongrois : Oláhdálya, en allemand : Dallendorf) est une commune du județ d'Alba, Roumanie qui compte 2 773 habitants.
La commune est composée du village homonyme : Daia Română.

## Démographie
D'après le recensement de 2011, la commune compte 2 773 habitants, en forte baisse par rapport au recensement de 2002 où elle en comptait 3 109.
Lors de ce recensement de 2011, 97,04 % de la population se déclarent roumains (2,07 % ne déclarent pas d'appartenance ethnique et 0,25 % déclarent appartenir à une autre ethnie).

## Politique
| Parti | Parti                                                 | Sièges |
| ----- | ----------------------------------------------------- | ------ |
|       | Parti national libéral (PNL)                          | 10     |
|       | Parti social-démocrate (PSD)                          | 1      |
|       | Union nationale pour le progrès de la Roumanie (UNPR) | 1      |
|       | Parti Mouvement populaire (PMP)                       | 1      |